# 中央市民体育館
中央市民体育館（ちゅうおうしみんたいいくかん）とは、石川県金沢市長町にある屋内スポーツ施設である。

## 概要
金沢市の市営体育館の1つ。金沢市内にある公共体育館の中では、最も繁華街(片町・香林坊・武蔵)に近い。所在地は長町であるが、元車交差点の近傍に位置する。市内有数の規模のスポーツ施設であり、第46回国民体育大会では会場として使用された。公益財団法人金沢市スポーツ事業団が管理・運営している。

## 施設一覧
- 体育館…面積:41m×48m 
  - バレーボールコート…2面
  - バスケットボールコート…2面
  - バドミントンコート…10面
  - ソフトバレーボールコート…10面
  - ハンドボールコート…2面
  - 卓球台(簡易卓球場3台あり)…22台
  - 走路…196m/周

- 多目的ホール…面積:260m2 備考:ダンス、トレーニング、ストレッチなどに使用され、鏡が設置されている。
  - トレッドミル…3台
  - ステアマスター…1台
  - エアロバイク…5台
  - クラブストライド…1台

- ちびっこスペース

- その他の設備
  - 自動販売機
  - 更衣室
  - シャワー室
  - 駐車場…収容台数:82台

※出典

## 交通
- JR西日本北陸本線金沢駅より約1.6km、徒歩約20分。